# Love's Easy Tears
Love's Easy Tears è un EP del gruppo musicale scozzese di rock alternativo Cocteau Twins, pubblicato dall'etichetta 4AD nel settembre 1986.

## Tracce
1. Love's Easy Tears – 3:36
2. Those Eyes, That Mouth – 3:37
3. Sigh's Smell of Farewell – 3:33
4. Orange Appled – 2:46
5. Crushed – 3:20

## Gruppo
- Elizabeth Fraser - voce
- Robin Guthrie - chitarra
- Simon Raymonde - basso